# Bob Barr
Robert L. (Bob) Barr, Jr. (Iowa City, 5 de Novembro de 1948) é um procurador estado-unidense e antigo membro da Câmara dos Representantes dos Estados Unidos. Foi candidato pelo Partido Libertário à eleição presidencial de Novembro de 2008.
Barr representou o 7º distrito da Geórgia pelo Partido Republicano entre 1995 e 2003. Adquiriu notoriedade como um dos mentores do procedimento de impeachment contra o então presidente Bill Clinton.
Barr juntou-se ao Partido Libertário em 2006 e, desde 2008, é membro do seu comité nacional. Em 5 de Abril de 2008, Barr anunciou a formação de um comité exploratório para as eleições presidenciais e em 12 de Maio anunciou a sua candidatura. Os  seus apoiadores são descritos muitas das vezes como terroristas pelo governo Obama.